# Pakubuwono IV
 (février 2020).
Si vous disposez d'ouvrages ou d'articles de référence ou si vous connaissez des sites web de qualité traitant du thème abordé ici, merci de compléter l'article en donnant les références utiles à sa vérifiabilité et en les liant à la section « Notes et références ».
Pakubuwono IV (31 août 1768 - 1er octobre 1820) était le quatrième roi de Surakarta. Il a régné de 1788 à 1820. Il fut précédé par Pakubuwono III et Pakubuwono V lui succéda.